# Legião Espanhola

Emblema da Legião Espanhola

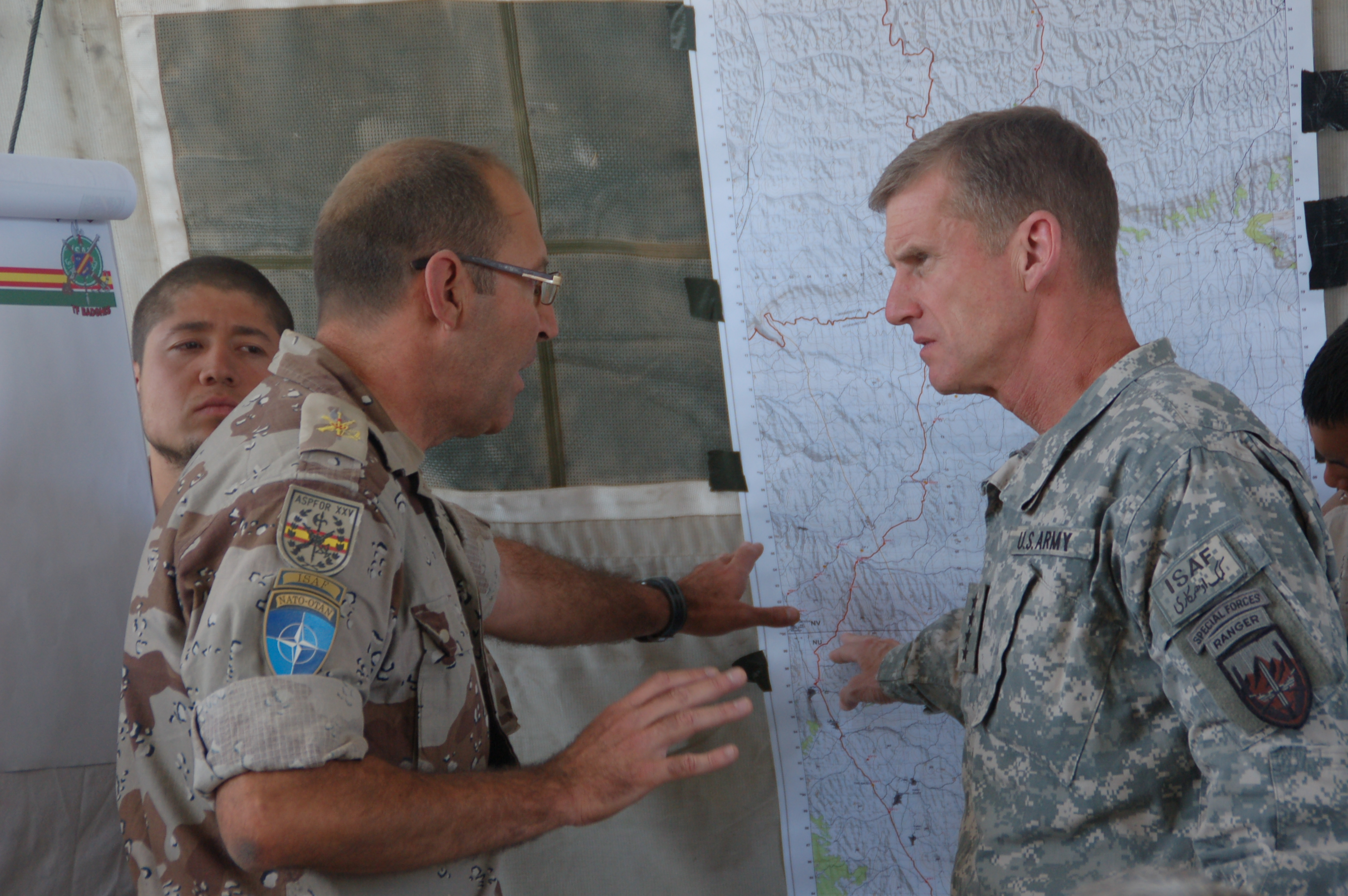

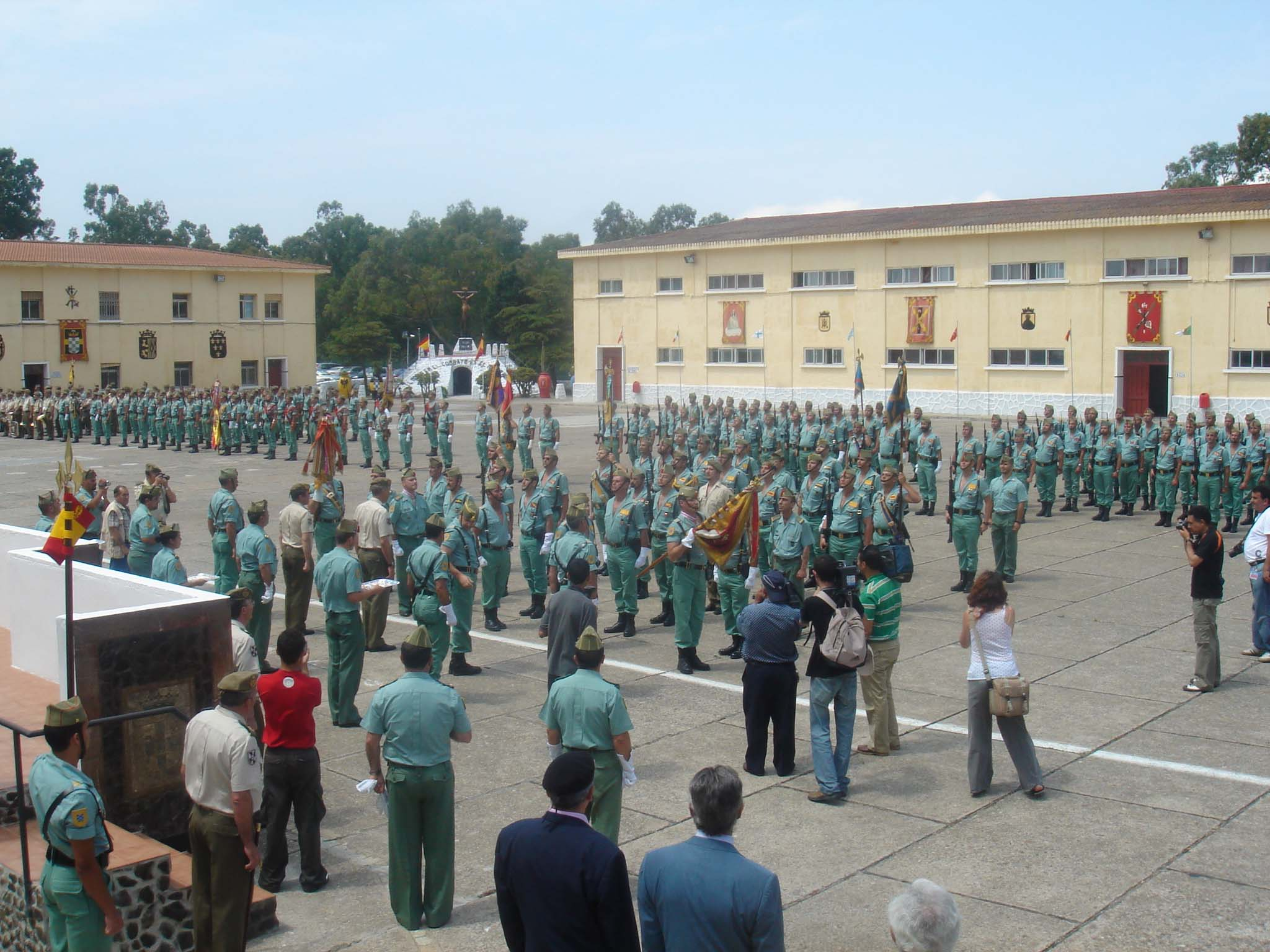

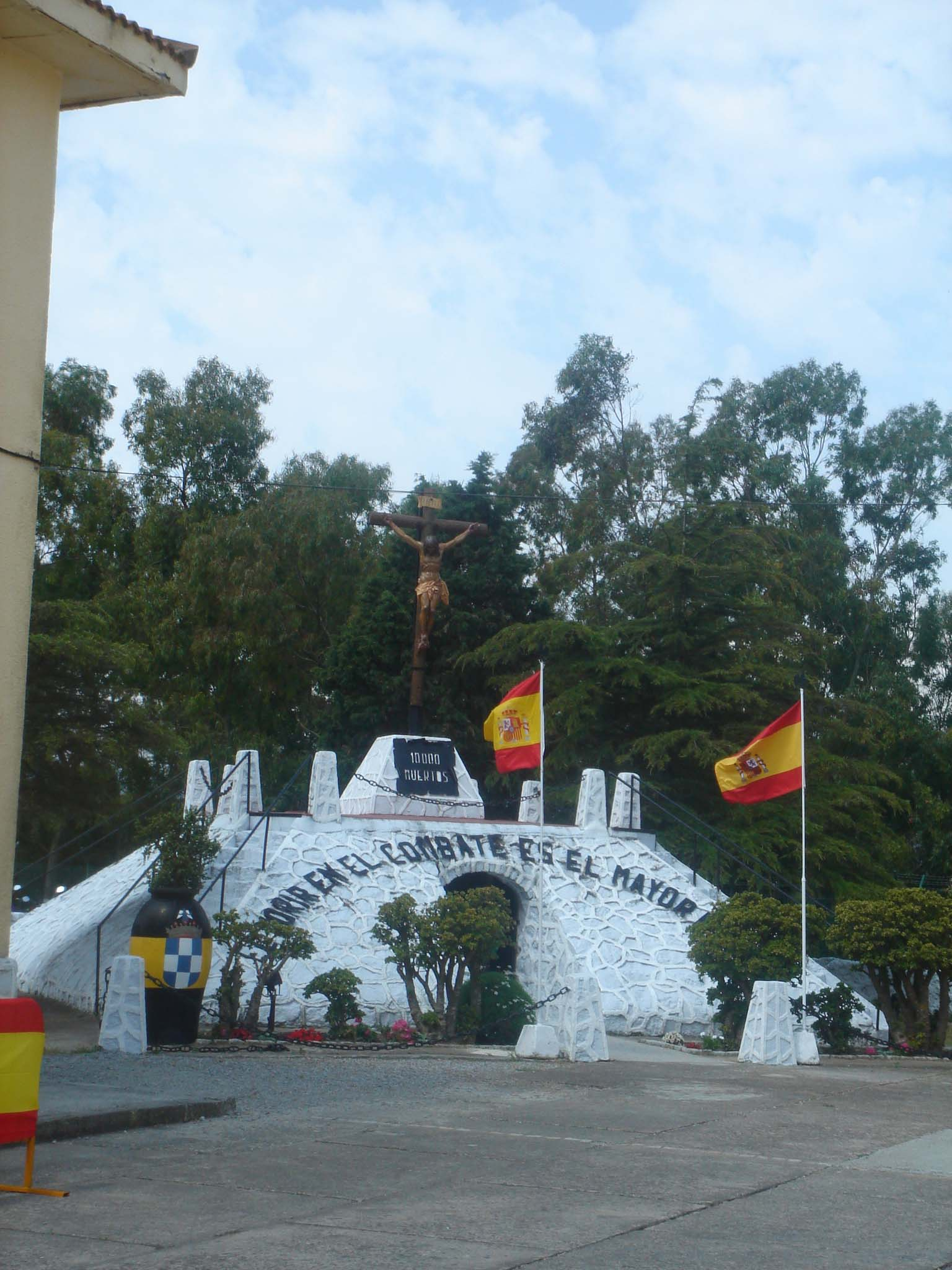

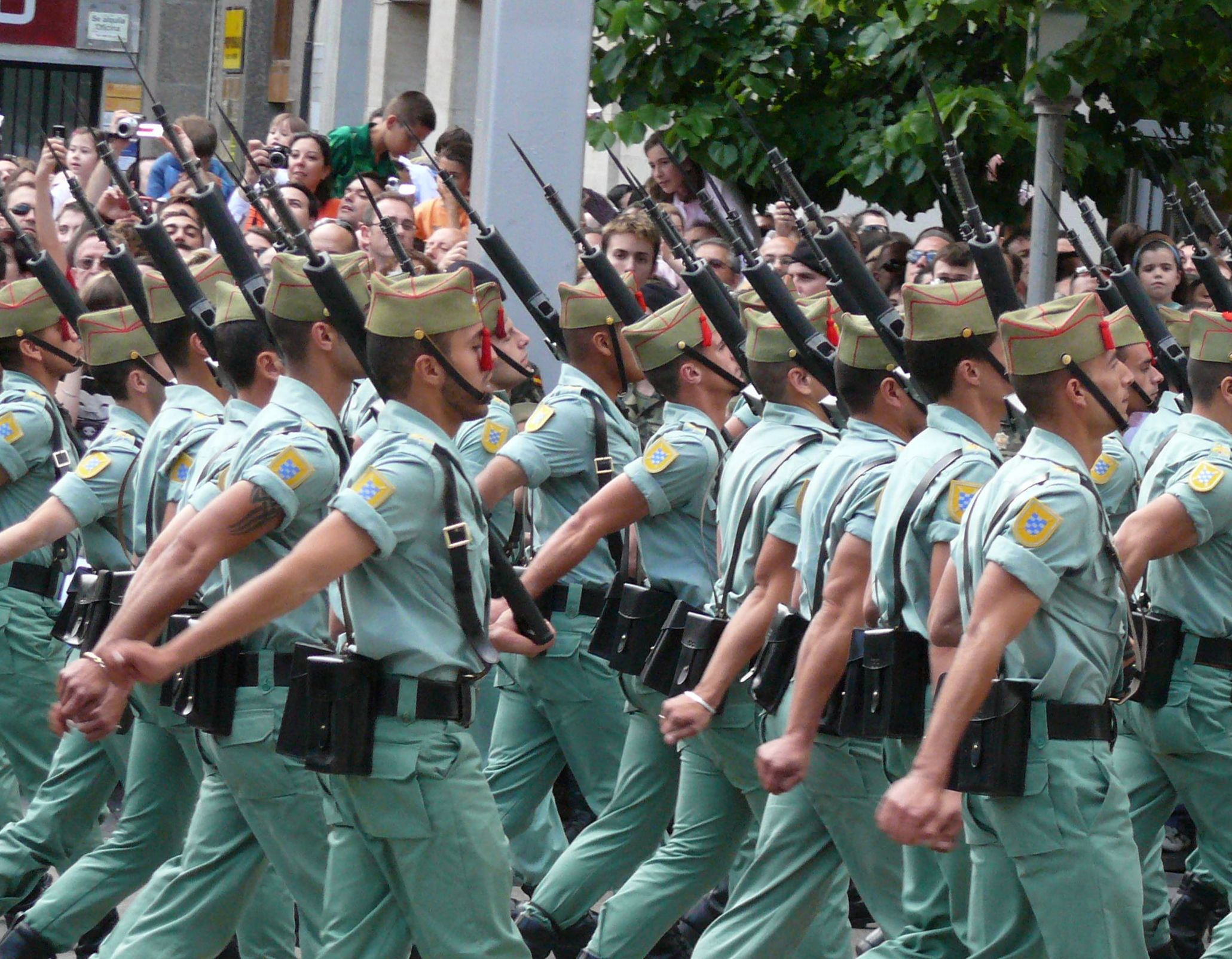

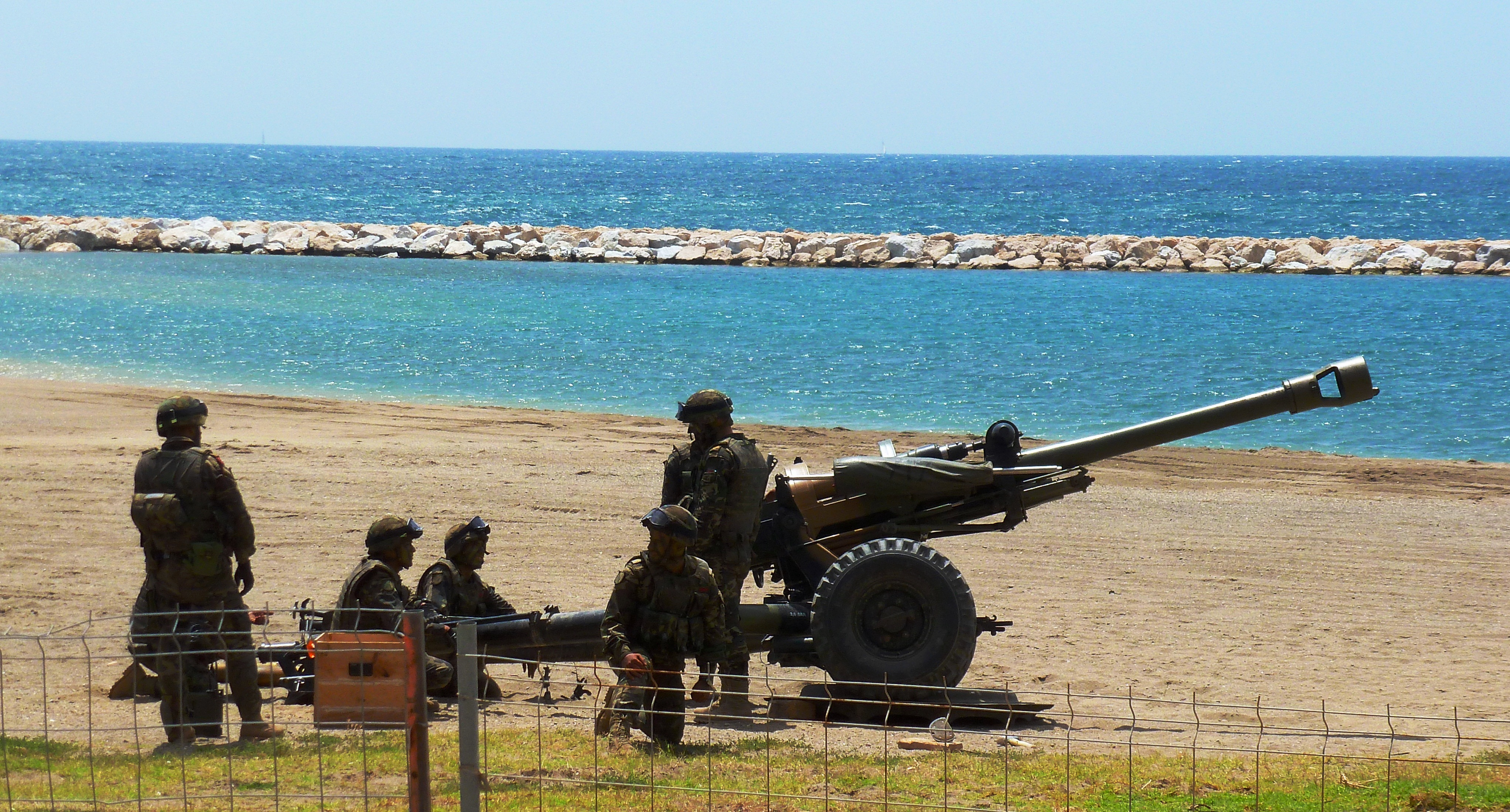

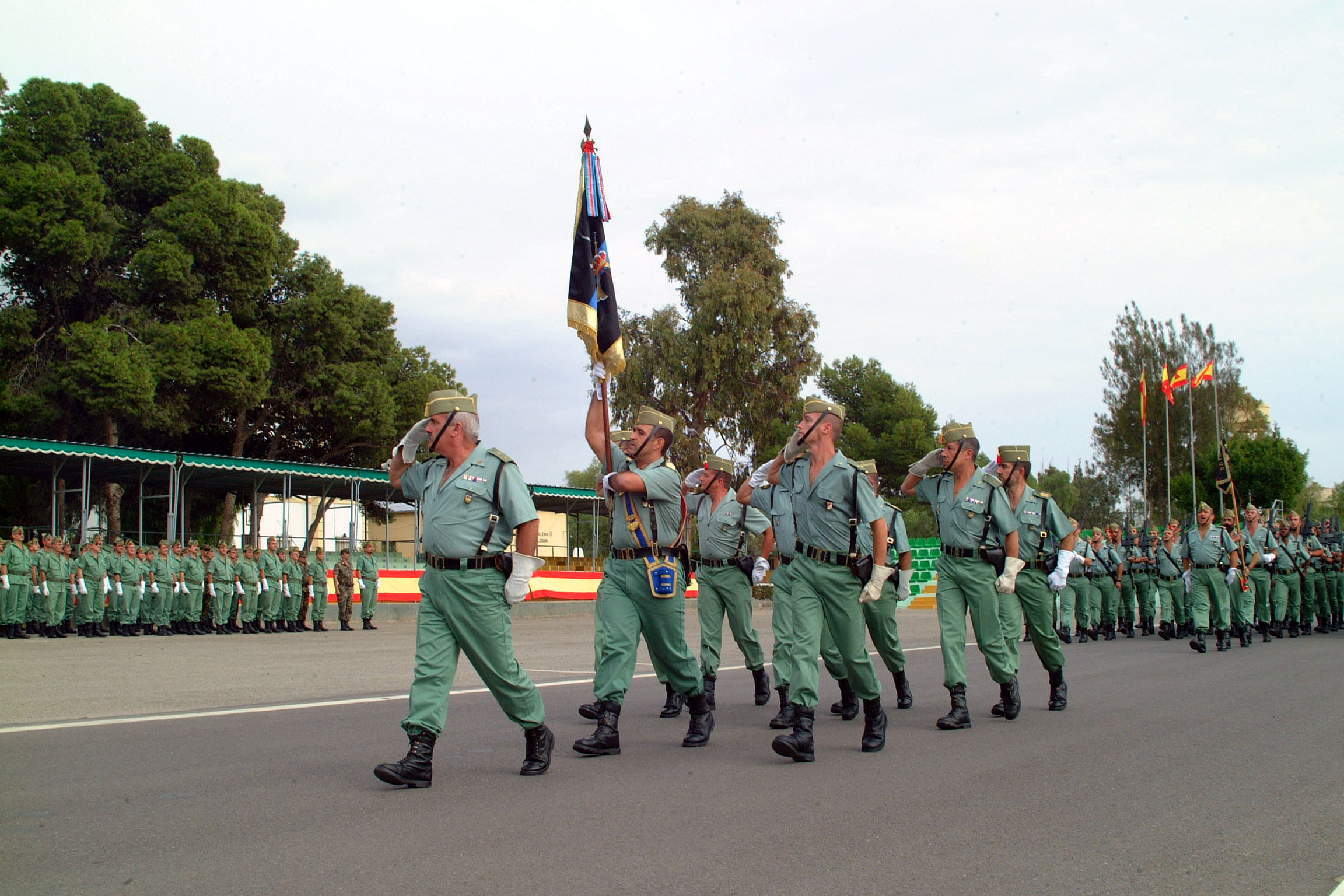

A Legião Espanhola é uma força de elite do Exército de Terra Espanhol, composta actualmente pela Brigada da Legião Rey Alfonso XIII (BRILEG), o Tercio Gran Capitán 1.º da Legião e o Tercio Duque de Alba 2.º da Legião. A BRILEG está enquadrada nas Forças Ligeiras do Exército Espanhol e é composta pelos Tercios Don Juan de Austria e Alejandro Farnesio, além das unidades de Apoio ao combate e Apoio Logístico ao combate.
A Legião (La Legión), antigamente chamada Terço de Estrangeiros (Tercio de Extranjeros), foi criada devido aos esforços pessoais do então major de Infantaria José Millán-Astray e Francisco Franco. O resultado desfavorável às armas espanholas nas guerras coloniais do Norte de África no início do século XX, provocou distúrbios em Espanha. Millán-Astray chegou à conclusão de que Espanha precisava de uma tropa de soldados profissionais, com uma moral e um “esprit de corps”, comparáveis aos da Legião Estrangeira Francesa. A Legião foi o resultado de este seu projecto pessoal.

## História
A Legião foi criada por Decreto Real de 28 de Janeiro de 1920, sendo ministro da guerra José Villalba, com o nome de Tercio de Extranjeros (Terço de Estrangeiros, ou Regimento de Estrangeiros). O seu objectivo era enfrentar a dureza dos combates na guerra do Rif, em Marrocos, tal como os franceses haviam feito, em condições para as quais as tropas de recrutamento não estavam preparadas.
O primeiro comandante da Legião Espanhola foi o tenente-coronel de Infantaria José Millán-Astray Terreros, o responsável por dar a esta nova tropa seu estilo particular e criou a sua “mística”. Esta unidade enquadrava os estrangeiros que se ofereciam como voluntários ao Exército Espanhol, para lutar em Marrocos. A data em que se celebra a fundação da Legião, não é a da assinatura do decreto, mas a do alistamento do primeiro legionário, a 20 de Setembro de 1920.

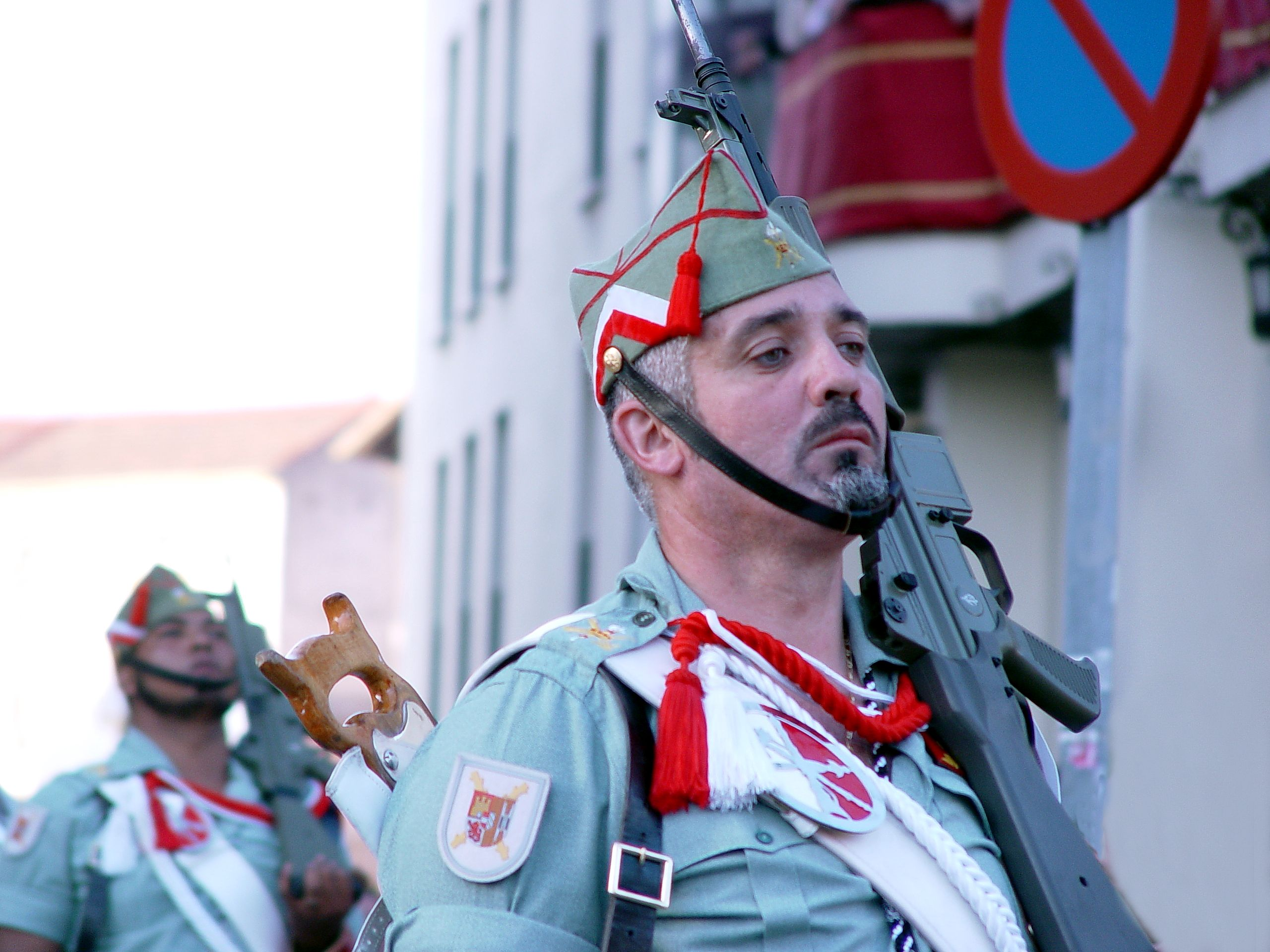
Legionários num desfile

Inicialmente o Tercio (regimento) compunha-se de um Estado-Maior de comando e administração e três Banderas (batalhões), cada uma com o seu estado-maior, duas companhias de atiradores e uma de metralhadoras. O então major Francisco Franco foi o comandante da Primera Bandera (primeira bandeira, ou primeiro batalhão) e adjunto de Millán-Astray.
O primeiro aquartelamento da unidade foi no quartel do Rei, em Ceuta, e os seus primeiros comandantes foram os tenente-coronéis Millán-Astray, Valenzuela e Franco.
O “Tercio de Extranjeros”, que depois se chamou  “Tercio de Marruecos” (Regimento de Marrocos) e depois “Tercio”, participou na Guerra de Marrocos, desde a sua fundação, em 1920, até ao fim da guerra, em 1927. Uma das suas acções mais relevantes deste período ficou conhecido como o desembarque de Alhucemas. Mais tarde, em 1934, o Tercio foi empregue para reprimir os levantamentos contra República Espanhola na Revolta das Astúrias.
O Tercio, finalmente chamado “La Legión” (A Legião), participa também na Guerra Civil Espanhola, entre 1936 e 1939, período no qual alcança o máximo dos seus efectivos, com 18 batalhões de infantaria, um batalhão de carros, um batalhão de engenharia e um grupo de operações especiais.
O Exército de África, sob o comando do tenente-coronel Juan Yagüe, teve uma participação muito importante na Guerra Civil pelo lado Nacionalista. O profissionalismo da Legião e das forças Regulares Indígenas, de Marrocos, deram aos Nacionalistas de Franco uma significativa vantagem inicial sobre as menos treinadas forças Republicanas. O Exército de África foi a ponta de lança de elite das tropas Nacionalistas durante a Guerra Civil. Depois da vitória de Franco em 1939, a Legião foi reduzida em efectivos e regressou às suas bases no Marrocos Espanhol.

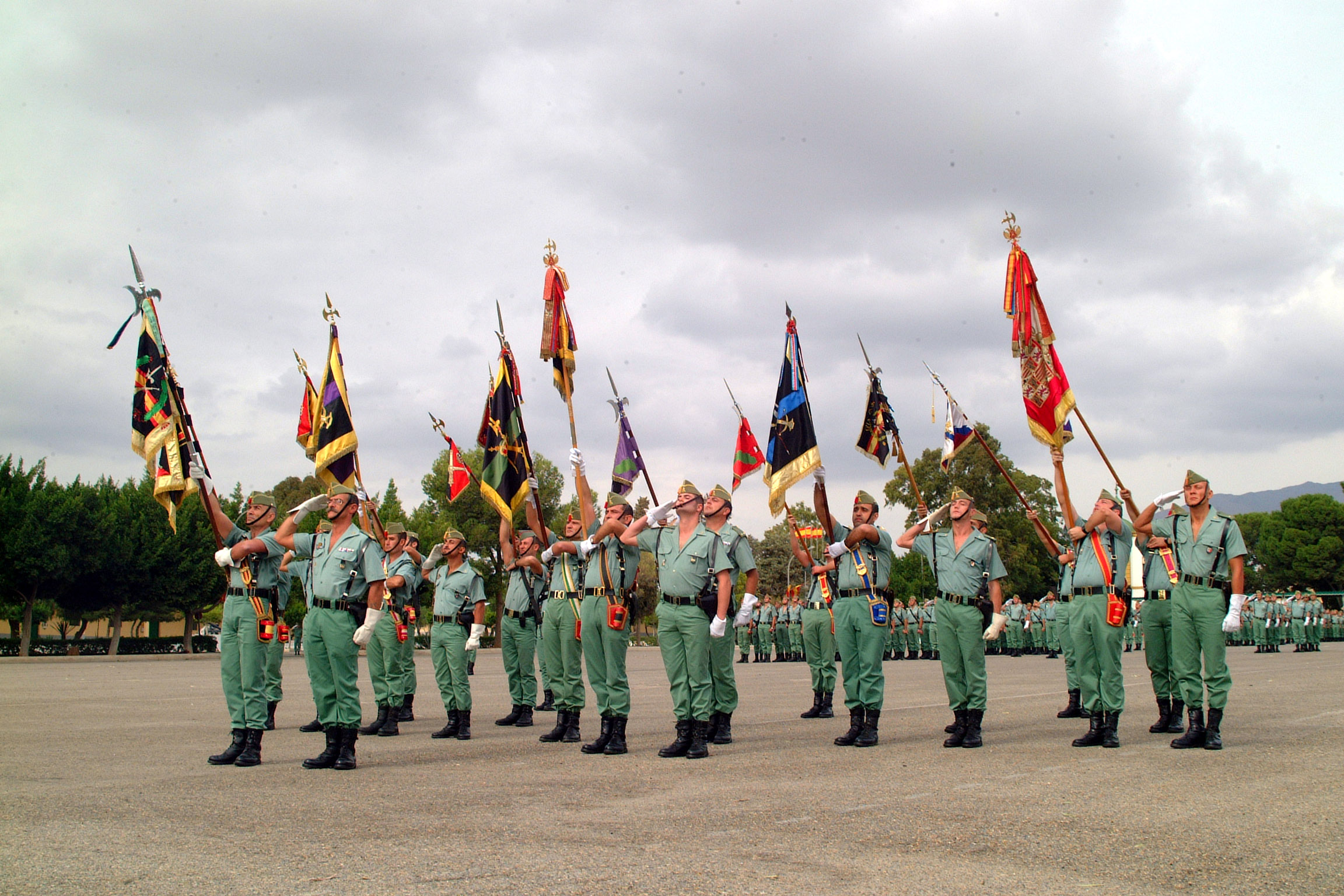
Bandeiras da Legião Espanhola

Em 1943 foram dados nomes aos três Tercios que formavam então a Legião: o primeiro, Gran Capitán com sede em Tauima, na região de Melilla; o segundo, Duque de Alba com sede em Riffien, na região de Ceuta; e o terceiro, Don Juan de Austria com sede em Krimda, na região de Larache. Em 1950 foi criado o quarto Tercio, em Villa Sanjurjo, actual Al Hoceima, com o nome de Alejandro Farnesio.
Em 1956 Espanha concede a independência a Marrocos, na sequência do Acordo de Rabat, todavia mantém a sua soberania sobre os territórios de Ifni e do Sahara Espanhol. Para reforçar a guarnição aí estacionada e enfrentar os rebeldes do Exército de Libertação de Marrocos, chega a Ifni a I Bandera Paracaidista (1º Batalhão Paraquedista) e ao Sahara Ocidental a XIII Bandera de la Legión (13º Batalhão da Legião), formado por uma companhia de cada Tercio, que desembarcou na praia de Huisi Aotman e marchou até El Aaiún, capital do território, a 1 de Julho de 1956.
Em 1957-1958 a Legião participa na Guerra de Ifni em defesa dos interesses espanhóis nos territórios contra os ataques dos insurgentes marroquinos. Em Junho de 1957 reforça-se a presença da Legião, com o 4º batalhão a tomar posição em Villa Cisneros (actual Dakhla). Em Novembro de 1957 são atacadas as capitais dos dois territórios, Sidi Ifni e El Aiun, e imediatamente se executam as operações de socorro às posições cercadas. O 2º batalhão desembarca em Villa Bens, o 4º batalhão em El Aaiún e o 9º batalhão em Villa Cisneros. As hostilidades duraram até 30 de Junho de 1958 e as tropas espanholas, sós ou em coordenação com as forças francesas, venceram os combates.
Na batalha de Edchera, a 13 de Janeiro de 1958, o 13º batalhão e sofreu 20 baixas, entre elas perderam a vida o brigada (aspirante) Francisco Fadrique Castromonte e o cavaleiro legionário Juan Maderal Oleaga, que foram os últimos do Exército Espanhol a ser  distinguidos com a Cruz Laureada de San Fernando, a mais alta condecoração militar de Espanha por valor heróico.

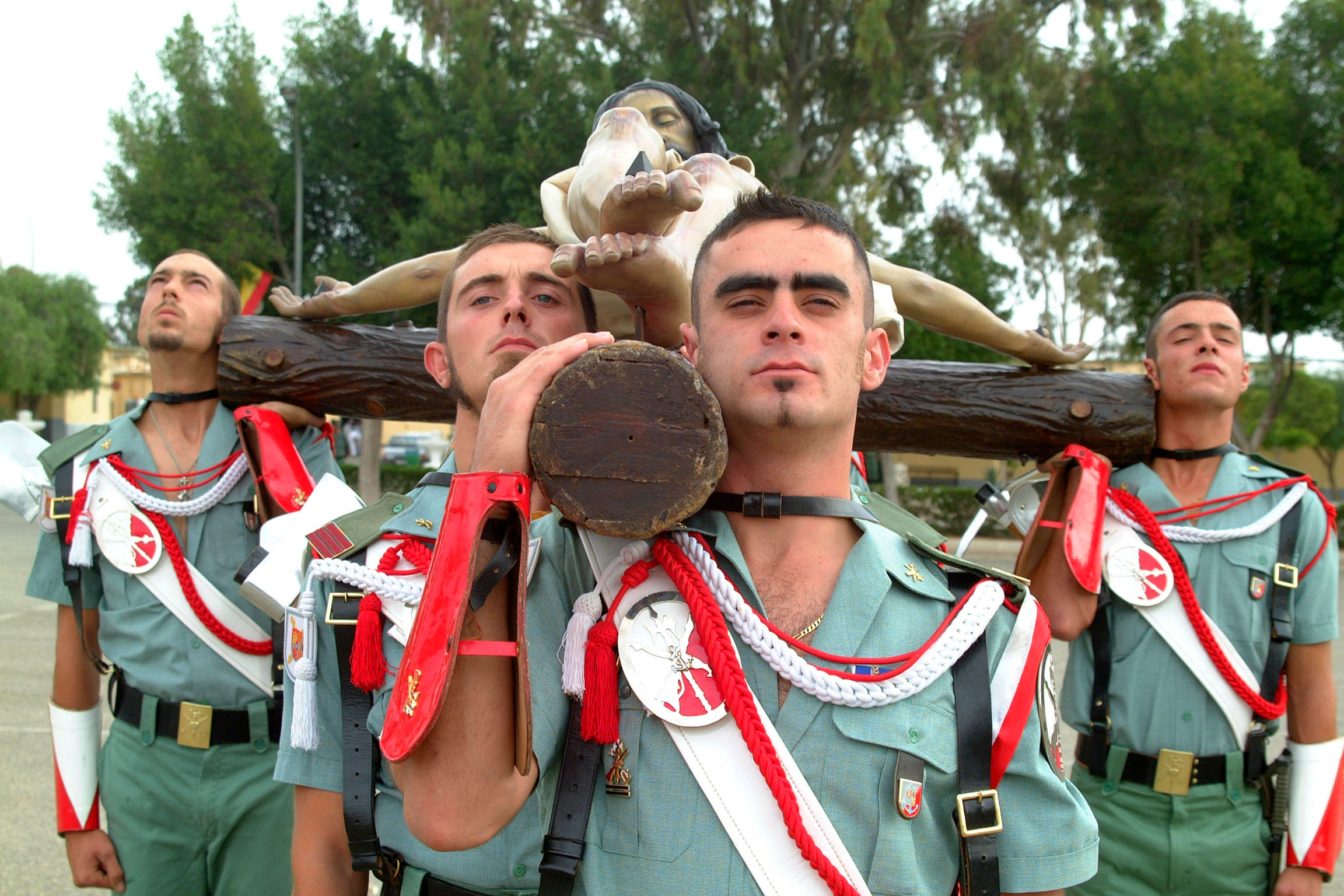
Legionários levando o Cristo da Legião na Semana Santa.

Findas as hostilidades, os 1º e 2º Tercios retiram, até 1961, para os seus actuais aquartelamentos, em Melilla e em Ceuta, enquanto os 3º e 4º, com a experiência adquirida, desde 1958 passaram a formar os Tercios Saharianos “Don Juan de Austria” e “Alejandro Farnesio”, compostos de duas Bandeiras, um Grupo Ligeiro de Cavalaria e uma Bateria de Artilharia Transportada. Em Junho de 1969, Espanha entrega pacificamente Ifni a Marrocos, pelo tratado assinado em Fez, e XIII Bandeira é dissolvida.
No início dos anos 70, os ventos da descolonização de África chegam ao Sahara Espanhol. A 20 de Maio de 1973 dá-se o primeiro ataque da Frente Polisário, com um assalto ao posto da polícia territorial do Poço de Janquel Quesat. O aumento destas acções hostis e a ameaça de Marrocos de ocupar o Sahara Ocidental mobilizam A Legião, que não só tem que proteger a fronteira de possíveis agressões de Marrocos, como tem que zelar pela segurança da sua retaguarda perante as acções da Polisário.
A partir de 21 de Agosto de 1974 são enviadas unidades do 4º Tercio para o sector norte Sahara e a 18 de Dezembro trava-se o combate de Tifariti, com a morte do sargento legionário Carazo Orellana.
O isolamento internacional em que se encontra Espanha na resolução do conflito, para o que defende a autodeterminação dos habitantes do território, e o delicado momento interno que vive, perante o precário estado de saúde do seu chefe-de-estado, o Generalíssimo Franco, são aproveitados por Marrocos para organizar a denominada “Marcha Verde”.
A 6 de Novembro de 1975, a Marcha Verde corta o arame farpado e atravessa a fronteira, com o seu avanço vigiado pela cavalaria da Legião. Cerca de 50 000 civis marroquinos estacionam frente aos campos de minas e posições defensivas situadas 10 km para dentro da fronteira. A situação força o governo de Madrid a estabelecer negociações que conduzem ao acordo de entregar a administração do Sahara Ocidental a Marrocos e à Mauritânia.
Os cerca de 5 000 legionários posicionados no Sahara apoiam a complicada evacuação e, com tristeza, abandonam o território entregando os seus magníficos aquartelamentos às forças marroquinas e mauritanas. A 27 de Novembro a VIIª Bandera entregava Smara, a 11 de Dezembro a VIIIª Bandera e o GLS I deixam Sidi Buya, e a IXª e Xª Banderas abandonam o amplo aquartelamento de Villa Cisneros a 16 do mesmo mês. Apenas permanecem os Grupos Ligeiros Saharianos, que acabam de retirar de Villa Cisneros a 11 de Janeiro de 1976.
Em 1975, com a retirada espanhola do Sahara Ocidental, o 3º Tercio passou a constituir a guarnição da ilha de Fuerteventura, continuando o 1º e 2º em Melilla e Ceuta, respectivamente. O 4º Tercio foi dissolvido, mas em 1981 foi criado de novo, ficando de guarnição em Ronda, na província de Málaga.
Em 1995 foi criada a Brigada de La Legión Rey Alfonso XIII em Viator, na província de Almeria, nas instalações da extinta Brigada de Infanteria de Reserva.

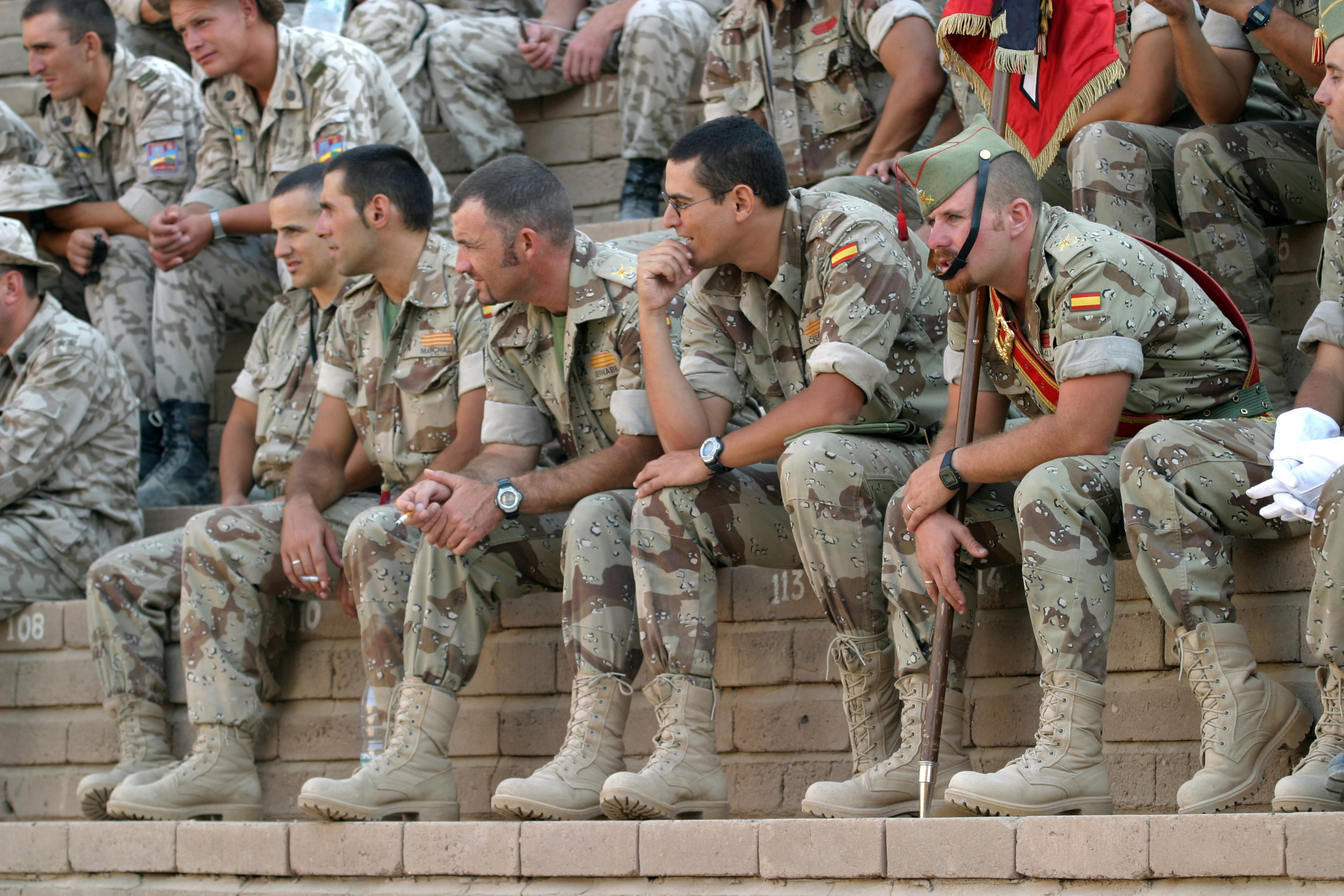
Legionários espanhóis entre as forças multinacionais no Iraque.

Nos anos 80 estava em perigo a existência da Legião. Manteve-se até à actualidade à custa de grandes mudanças no seu modo de recruta, no desaparecimento da sua “Escala Legionaria de Oficiales y Suboficiales”, e outras particularidades do Corpo.
Depois de 1987 a Legião deixou de aceitar o alistamento de estrangeiros e passou a ser conhecida como Legião Espanhola. Na realidade, desde a sua fundação, a Legião teve sempre uma minoria de estrangeiros, sendo que grande parte deles eram latino-americanos de língua espanhola. Actualmente, assim como nas outras unidades do exército, admite voluntários hispano-americanos e guineenses.
Hoje em dia a Legião é uma unidade de elite de um exército moderno e profissional, treinado para qualquer tipo de operação de combate, em missão de paz ou em defesa da integridade e segurança nacional.

## Mística Legionária
Desde as suas origens, a Legião promoveu sempre um culto no combate e um desprezo pela importância da morte. Pretende-se com isto minimizar o medo natural de morrer, favorecendo os actos heroicos necessários à sua missão inicial como tropas de choque profissionais. Grande parte deste objectivo atinge-se por um doutrinamento da tropa, que inclui a chamada “mística legionária”, simbolizada na sua forma última no Credo Legionário.
Alguns dos seus gritos de guerra desde os seus inícios, ainda hoje empregues, são: “¡Viva España!,¡Viva el Rey!,¡Viva La Legión!” (Viva Espanha! Viva o Rei! Viva A Legião!), “¡A mí La Legión!” (A mim A Legião!) e “¡Legionarios a luchar, legionarios a morir!” (Legionários à luta, legionários à morte!).

## Denominações
- Tercio de Extranjeros (Terço de Estrangeiros) 1920-1925
- Tercio de Marruecos (Terço de Marrocos) 1925
- El Tercio (O Terço) 1925-1937
- La Legión (A Legião) desde 1937

## Cenários onde a Legião operou
- Guerra do Rif, de 1920 a 1927.
- Defesa de Melilla, em 1921.
- Desembaque de Alhucemas, em 1925.
- Revolta das Astúrias de 1934.
- Guerra Civil Espanhola, de 1936 a 1939.
- Guerra de Ifni, em 1957 e 1958.
- Defesa e retirada do Sahara Ocidental, de 1973 a 1975.
- Missão humanitária na antiga Iugoslávia, em 1992.
- Missão de ajuda humanitária na operação “Amanhecer”, na Albânia, em 1997.
- KFOR - Força Internacional de Segurança para o Kosovo e Macedónia, em 1999.
- Guerra do Iraque, em 2003-2004.
- Missão internacional no Líbano integrada na UNIFIL (United Nations Interim Forces In Lebanon) a FPNUL (Força Provisória das Nações Unidas no Líbano) 2006-2007 e 2008.
- Missão Internacional Reconstrução do Afeganistão, no Afeganistão, ASPFOR XIX 2008.